# Neocalvinismo
Il neocalvinismo è una branca della teologia calvinista olandese che cerca di conciliare una teologia conservatrice con una politica di stato sociale, nonché una visione del mondo distintamente protestante.
Fra i teologici neocalviniti sonno Abraham Kuyper, Herman Bavinck e Herman Dooyeweerd.